# Lenovo P2
Lenovo P2 è uno smartphone Android dall'elevata autonomia sviluppato da Lenovo. È stato annunciato ufficialmente il 3 settembre 2016  all'IFA tenutosi a Berlino e distribuito nel novembre 2016 come successore del Lenovo Vibe P1.
Il dispositivo è disponibile in due varianti di colore: Graphite Grey e Champagne Gold.

## Specifiche
Il terminale è dotato di uno schermo da 5.5 pollici full HD Super Amoled con una risoluzione di 1920 x 1080 (401ppi). Monta un processore Octa-Core da 14 nm (frequenza 2 GHz, 64-bit), il Qualcomm Snapdragon 625 MSM8953; è equipaggiato con 3 o 4GB di RAM, 32GB di memoria interna espandibile tramite microSD card (max 128 GB); è dotato di 2 slot per nano SIM (configurazione ibrida). Il terminale è stato aggiornato ad Android 7.0 Nougat.
Lo smartphone ha in dotazione una fotocamera posteriore da 13 megapixel ed una anteriore da 5 megapixel. È dotato di NFC, USB OTG, Radio FM, A-GPS, Bluetooth v4.1, Wi-Fi 802.11 b/g/n/ac. I sensori presenti sono: accelerometro, sensore di prossimità, sensore luce ambiente, bussola, giroscopio, sensore d'impronte digitali che integra numerose gesture.
È dotato di una batteria da ben 5100 mAh, una delle più capienti tra i suoi concorrenti, la quale può garantire fino a 3 giorni di autonomia in stand-by. È dotato inoltre di un bottone fisico per l'attivazione del risparmio energertico. Il Lenovo P2 è dotato di ricarica rapida da 24 W.
I valori SAR (UE) rilevati sono: 0.818 W/kg@1g (Testa) e 1.65 W/kg@1g (Corpo).